# Corps Baltia Königsberg

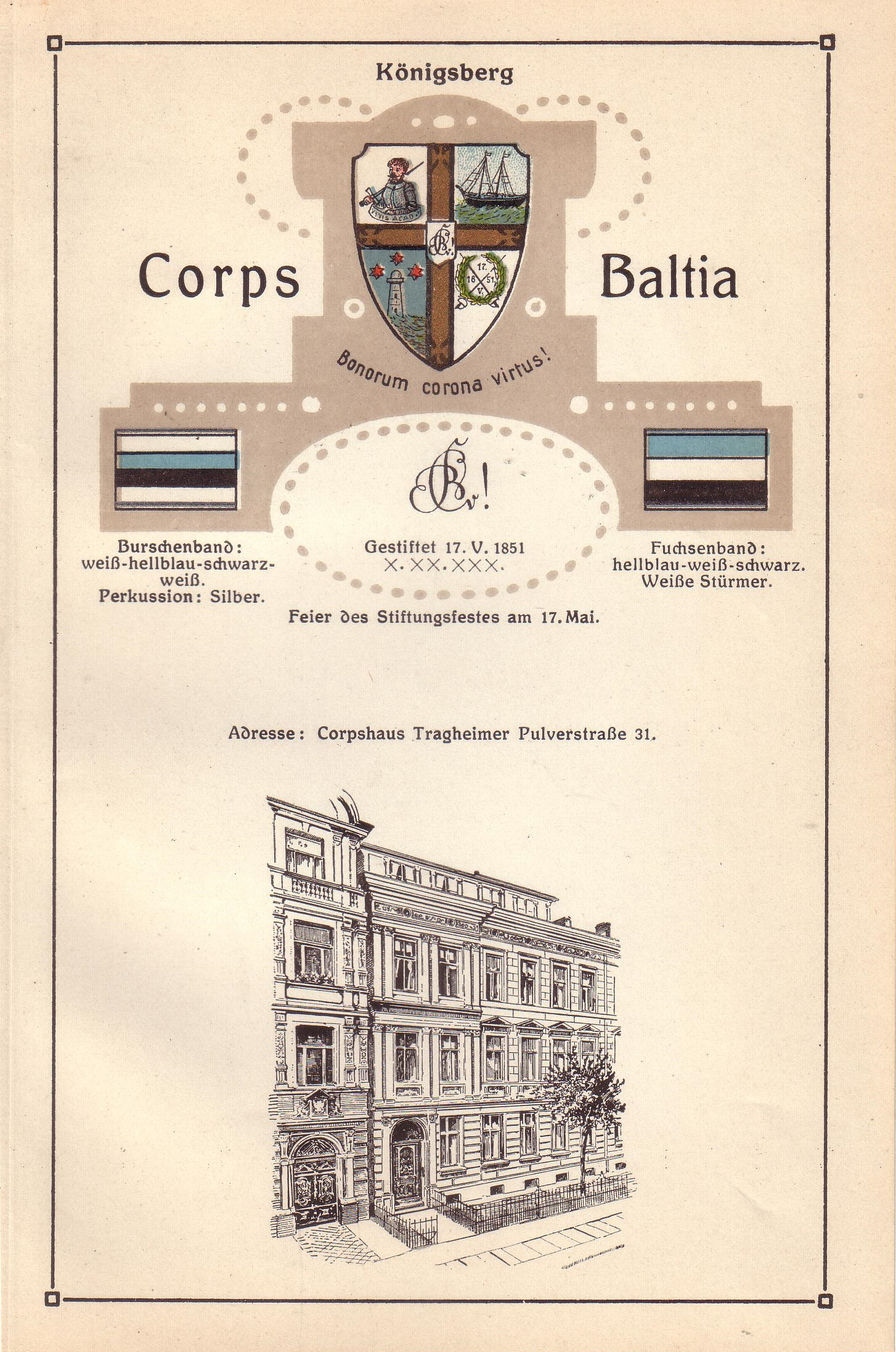
Das einzige Bild von Baltias Corpshaus

Das Corps Baltia war eine Studentenverbindung an der Albertus-Universität Königsberg. Mit der Corpslandsmannschaft Baltia (1834–1840) hatte sie außer dem Namen nichts gemein.

## Geschichte
Baltia wurde 1851 von vier Silber-Litthauern und anderen Königsberger Studenten gestiftet.

„Die politische Lage an der Albertina erforderte 1851 die Stiftung eines dritten Corps. Silber-Litthuania brauchte einen Bundesgenossen in den Auseinandersetzungen mit Masovia, die die Zusammenarbeit im SC hemmten und seinen Einfluß minderten. Es kam hinzu, daß in Preußen der Vormarsch des Progress gebremst war und sich das konservative Lager gesammelt hatte. Die Treue zum angestimmten Herrscherhaus wurde hervorgehoben.“

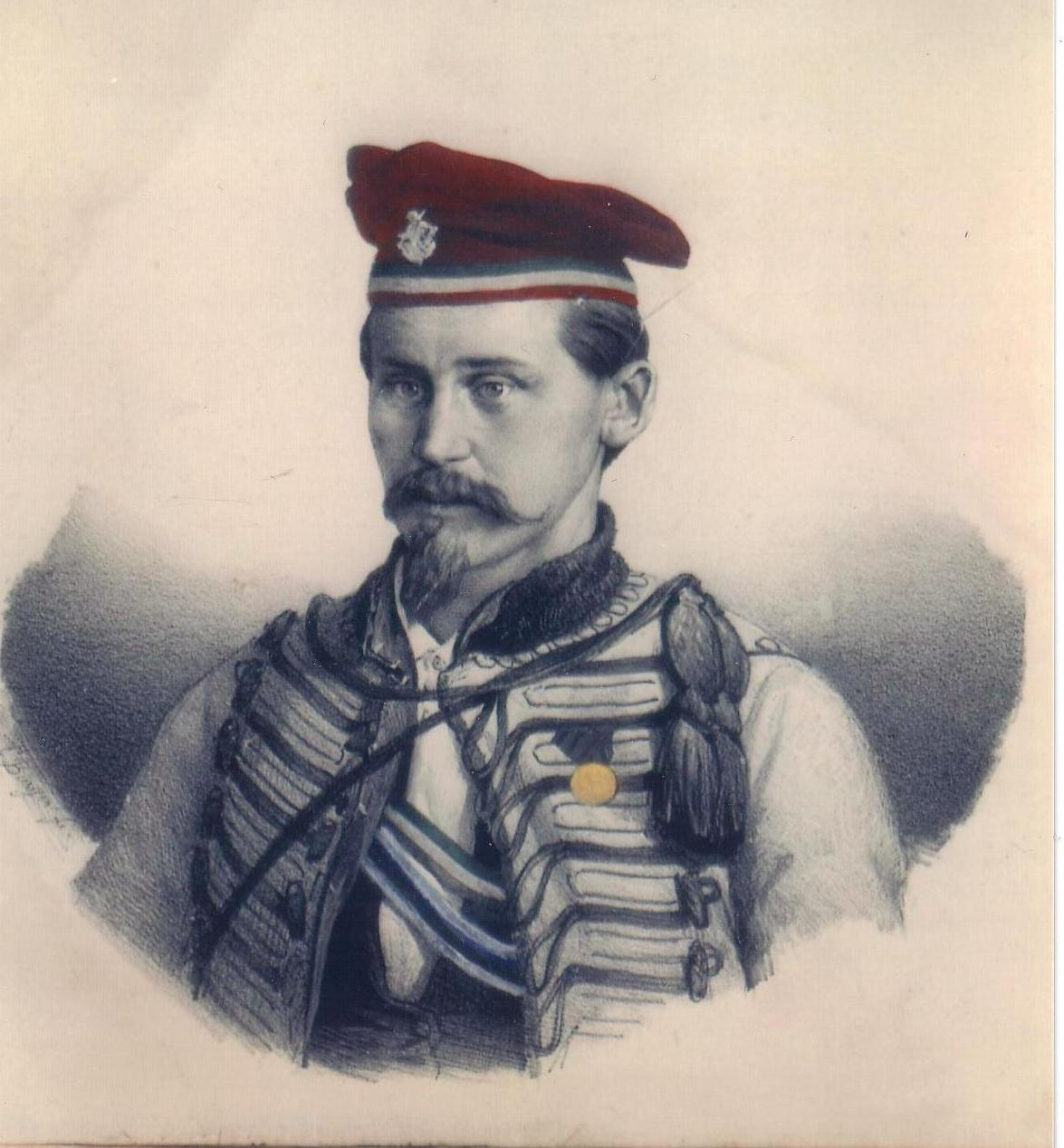
August Wittich (1854)

Der Silber-Litthauer August Wittich war 1851 die treibende Kraft der Neustiftung. Zu den achtzehn Stiftern der Baltia gehörten auch Hermann Elgnowski und Otto Oehlschläger. Als Gründungstag bestimmte man den 17. Mai, den Geburtstag von Albrecht von Brandenburg-Ansbach (1490). Als Corpsburschenband wurde weiß-hellblau-schwarz-weiß gewählt, weil es die Farben Preußens und Bayerns waren. Die bayerische Prinzessin Elisabeth Ludovika war preußische Königin. Die Burschenschaften empfanden diese Farbenwahl als „reaktionär“.
Durch Baltia wurde das Verbindungswesen an der Albertus-Universität gegenüber der Allgemeinen Studentenschaft und ihrem richterlichen Ausschuss gestärkt. Sie war bereits in der Auflösung begriffen; denn Masovia hatte sich von ihr schon am 19. Februar 1851 losgesagt. Im WS 1851/52 brachen auch Littuania und die Burschenschaft Germania Königsberg die Beziehungen zur Allgemeinen Studentenschaft ab. Baltia blieb ihr von vornherein fern. Masovia, Silber-Litthuania und Baltia schlossen am 30. Juni 1851 ein Kartell und bildeten einen Senioren-Convent. Als erstes Königsberger Corps stellte Baltia 1874 den Vorsitzenden des Kösener Congresses.
Tiefgreifende Konflikte mit dem Corps Normannia Königsberg zwangen Baltia, Masovia und die 1876 gestiftete Hansea 1882 zur Suspension (die Silber-Litthauer hatten 1866 suspendiert). Am 7. Juni 1882 gründete Baltia als temporäres Ersatzcorps Pomerano-Borussia mit den Farben weiß-hellblau-schwarz. Die Wiederkehr als Baltia im Mai 1883 brachte dem Corps eine Blütezeit.
Baltias Corpshäuser lagen im Nachtigallensteig 14 und ab 1911 in der Tragheimer Pulverstraße 31.

### Gleichschaltung

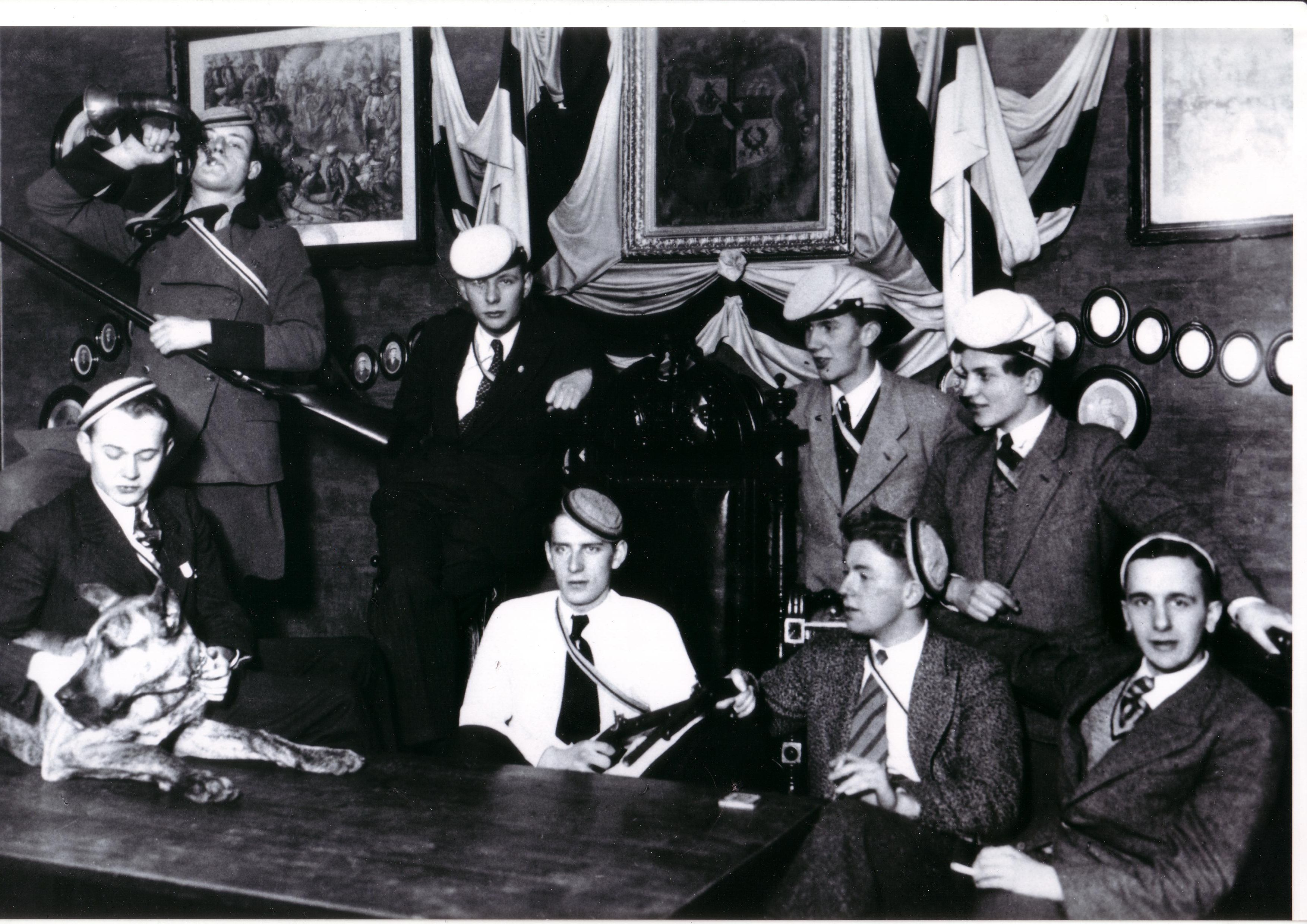
Die letzten Balten (1934)

Baltia kam 1933 als erste Königsberger Verbindung ins Visier der Nationalsozialisten. Sie galt als „Keimzelle des Widerstands gegen die Volksgemeinschaft und nationalsozialistisches Denken“. Die Auseinandersetzungen zwischen corpsstudentisch-konservativen und nationalsozialistischen Alten Herren spitzten sich zu. Die Gegner der nationalsozialistischen Durchdringung der Corps hätten, so Littuanias AHV-Führer Alfred Funk, bei Baltias Alten Herren eine „ernste Krise“ ausgelöst und den Corpsburschen-Convent „erschüttert“; dieser stand aber geschlossen hinter dem Senior Hans-Wolfram Knaak, der jegliche „Gleichschaltung“ entschieden ablehnte. Da die Erscheinungen „offenbar ein politisches Gepräge“ zeigten, glaubte der Führer des Köseners Max Blunck nicht tatenlos bleiben zu können. Nach seiner Einschätzung bestand die Gefahr, dass das Corps verboten würden. Käme es dazu, so würden auch der Königsberger SC und das gesamte Corpsstudententum „aufs schwerste gefährdet“ werden.
Mit Schreiben vom 1. März 1934 baten der Königsberger SC und die „Führer“ der Altherrenschaften von Masovia, Hansea und Littuania Blunck als „Führer des KSCV und VAC“ um sein Eingreifen. Er setzte Funk 1933 als „Sonderbeauftragten zur endgültigen Regelung der Verhältnisse im Corps“ ein. Im Telegramm an Funk hieß es: „Dr. Funk, Bismarckstr. 7, Elbing. Bitte Sie als mein mit allen Vollmachten ausgestatteter Sonderbeauftragter Reorganisation Baltia-Königsberg im allgemeinen corpsstudentischen Interesse zu übernehmen. Bevollmächtige Sie, alle zur Erreichung des gewünschten Zieles Ihnen zweckmäßig erscheinenden Maßnahmen zu treffen, insbesondere auch Unterbevollmächtigte zu bestellen. Rücksichten auf Paragraphen können im Interesse der Erreichung gewünschten Zieles notwendige Maßnahmen nicht hindern. – gez. Blunck.“
Als sich die corpsstudentisch-konservativen Balten klar gegen die Befürworter einer nationalsozialistischen Gleichschaltung durchgesetzt hatten, „spielte sich [Funk] ganz ersichtlich als Politkommissar auf“. Funk suspendierte das Corps am 6. März 1934 und bestellte den Balten Eugen Dorsch als „Vertrauensmann des Führers im Kösener für das vorübergehend suspendierte Corps und dessen AH-Verband“.

### Rechtsgeschichtliches Nachspiel
Dorsch, Polizeipräsident und Führer der Brigade 5 in Elbing, hatte einigen Gegnern das Baltenband entzogen. Einer der Betroffenen, Walter Döhring, Rechtsanwalt und Notar in Berlin, nahm das zum Anlass, gegen Dorsch beim Landgericht Königsberg eine Feststellungsklage erheben zu lassen. In ihrem Urteil vom 19. Oktober 1934 sprach die 5. Zivilkammer unter dem Vorsitz des Landgerichtsdirektors Hans Waldmann Dorsch dieses Recht ab. Den Nationalsozialistischen Deutschen Studentenbund klärte sie darüber auf, „daß nach den während der Machtergreifung des NS erlassenen gesetzlichen Bestimmungen nur strafbare Handlungen und ein polizeiwidriges Verhalten Gründe für ein hoheitsrechtliches Vorgehen gegen einen Verein sein dürften“. Auch Bluncks Vollmacht an Dr. Funk sei eine rechtliche Unmöglichkeit.

„Das Urteil ist insofern eine Seltenheit, als es sich mit Studentenrecht, insbesondere auch mit der Neufassung der Kösener Statuten, befassen mußte und diese sowie den CC-Komment und Aufsätze in der Deutschen Corpszeitung zum Gegenstand seiner Entscheidung machte.“

### Ende
Die aktiven Balten mussten die Albertus-Universität verlassen. Einige „durften“ an die Martin-Luther-Universität Halle-Wittenberg wechseln und wurden dort Mitglieder des befreundeten Corps Guestphalia Halle; andere brachen ihr Studium ab und gingen zur Wehrmacht. Im Zweiten Weltkrieg fielen 21 Balten. Die Überlebenden fanden nach dem Krieg schnell wieder zusammen. Acht von ihnen gründeten am 12. März 1950 mit fünf Hanseaten und neun Litauern das Corps Albertina Hamburg. Baltia erlosch im Jahre 2001.
Der Balte Hans Lüdecke schrieb am 23. April 1950 zur Übergabe von Baltias NS-Akten an das Kösener Archiv:

„Außer den Sachsen-Preußen hat wohl kein anderes Corps solche Verfolgungen durch das 3. Reich erlebt.“

## Verhältniscorps
1886 neigte Baltia zu den Corps Normannia Berlin, Borussia Greifswald, Nassovia, Silesia, Brunsviga, Thuringia Jena und Suevia München. Jedoch verlegte Hansea den Zugang zum Schwarzen Kreis, so dass sich Baltia grün orientierte. Sie hatte zuletzt zwei befreundete (Tigurinia, Guestphalia Halle) und vier Vorstellungsverhältnisse (Franconia Jena, Holsatia, Guestphalia Berlin und Franconia München). Zum grünen Kreis pflegte Baltia „lockere Verbindungen“.
Mehrbändermänner
Borussia Greifswald: Migge, Zweck
Franconia Jena: Brostowski II, Lebius, Hundrieser gen. Wosilat
Guestphalia Berlin: Kneisler, John Koch
Guestphalia Halle: Albrecht, Bowien, v. Bremen, Dieck IdC, Kirschstein-Freund, Lüdecke, Obuch III, Ruhnau, Schütte, Skorka, Tolkmitt II, Tummescheit I, Wilm, Winkelmann
Hansea Bonn: v. Graeve, Zeihe
Lusatia Breslau: Leo, Menzel II
Normannia Berlin: Krause III
Normannia Halle: Bieler II, Königsmann, Mussigbrod-Saberski, v. Schmiedeberg
Pomerania: Morgenstern
Saxonia Leipzig: Jacobson
Silber-Litthuania: Bauer, v. Bienenstamm, Elgnowski, Frhr. v. Gamp-Massaunen, Kammer, Menzel II, Nereschko, Nitschmann, Reinicke, Sperling, Staecker, Stellmacher, Sczepanski I, Wendland, Wittich
Silesia: Hahn
Thuringia Jena: Ziesmer
Thuringia Leipzig: Hacker
Tigurinia: Bohlius III, EM Kern, v. Peistel.

## Mitglieder
In alphabetischer Reihenfolge

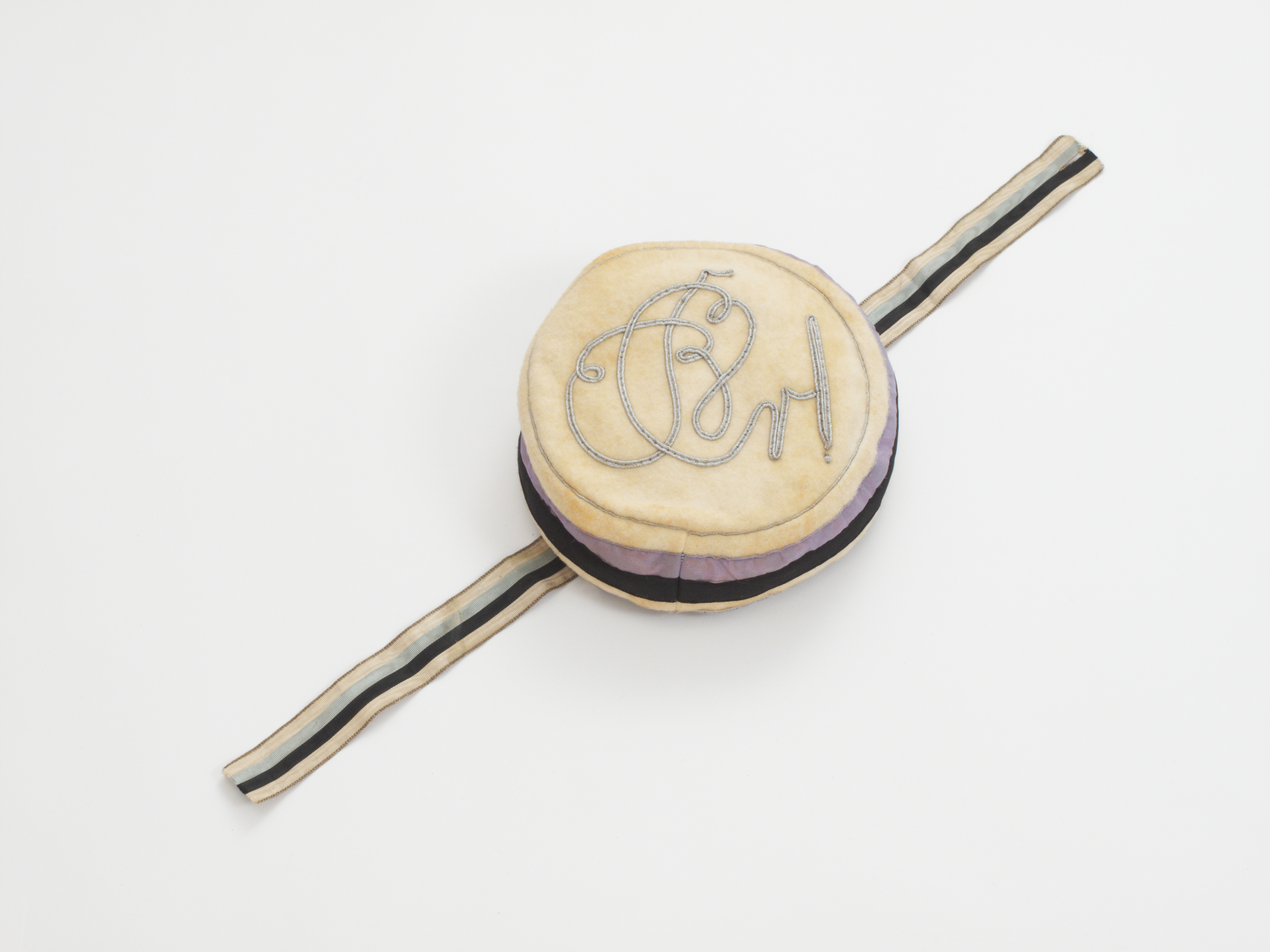
Baltencouleur

- Paul Blunk (1880–1947), Landeshauptmann der Provinz Ostpreußen
- Adolf Döhring (1843–1920), Verwaltungsjurist und Richter, MdHdA
- Eugen Dorsch (* 1896), Polizeipräsident und SA-Brigadeführer; 1933 ausgeschieden
- Hermann Elgnowski (1830–1895), Stifter Baltias, MdHdA
- Curt Furbach (1886–1957), Ministerialbeamter, Vorstand der Porzellanfabriken C. M. Hutschenreuther AG und der C. Tielsch & Co. AG, Stadtdirektor von Schleswig
- Karl von Gamp-Massaunen (1846–1918), MdR
- Eugen Hahn (1841–1902), Chirurg
- Ernst Baron von Heyking (1862–1940), Landeshauptmann der Provinz Posen
- Emil Jacobson (1833–1874), Regierungsrat, MdHdA
- Hermann Mathies (1852–1927), Wasserbau-Ingenieur, Generaldirektor der Unionwerke
- Alfred Kahle (1876–1915), Rittergutsbesitzer, MdHdA
- Paul Kalweit (1867–1944), Generalsuperintendent für die Freie Stadt Danzig
- Hans-Wolfram Knaak (1914–1941), Ritterkreuzträger
- Hans Koch (1861–1945), Altphilologe, Gymnasiallehrer
- Hans Koch (1893–1945), Widerstandskämpfer
- John Koch (1850–1934), Philologe, Schriftsteller und VAC-Mitarbeiter, Ehrenmitglied der Baltia
- Friedrich Krause (1856–1925), Stadtbaurat; Stadtältester von Berlin
- Friedrich Krosta (1839–1914), Philologe
- Otto Krosta (1844–1925), Generalarzt
- Kurt Lindenblatt (1885–1952), Konsularbeamter
- Robert Loewicke (1836–1917), Kinder- und Jugendbuchautor
- Johannes Mahraun (1838–1902), Schulrat in Hamburg, MdHdA
- Friedrich Marcinowski (1834–1899), Jurist in der preußischen Finanzverwaltung
- Johannes Muntau (1876–1963), MdR
- Otto von Oehlschläger (1831–1904), Stifter und Ehrenmitglied der Baltia, Präsident des Reichsgerichts
- Carl von Peistel (1862–1930), Landrat
- Franz Schellong (1836–1912), Verwaltungsjurist und Richter am Preußischen Oberverwaltungsgericht
- Georg Schickert (1860–1926), MdR
- Siegfried Schindelmeiser (1901–1986), Chronist und Ehrenmitglied des Corps[7][8]
- Viktor von Schmiedeberg (1889–1969), deutscher Jurist in der Finanzverwaltung, Ministerialbeamter
- Richard Skowronnek (1862–1932), Schriftsteller, der in seinem Roman Mein Vetter Josua (1895) Teile der Baltengeschichte literarisch verarbeitete.
- Max Spirgatis (1851–1902), Antiquar, Buchwissenschaftler und Verlagsbuchhändler in Straßburg und Leipzig
- Adolf Richard Stellmacher (1831–1907), Reichsgerichtsrat
- Gustav Tolkmitt (1848–1900), Wasserbauingenieur
- Kurt Tornier (1899–1983), Wirtschaftsjurist
- August Wittich (1826–1897), Stifter der Baltia; Archivar und Bibliothekar in Königsberg
- Albert Zweck (1857–1934), Gymnasialprofessor an der Königsberger Burgschule